# Радна (Арад)
Радна (рум. Radna) насеље је у Румунији у жупанији Арад у граду Липова. Место се налази на надморској висини од 126 m.

## Прошлост
Радна је 1846. године била варошицаSIRUTA код Арада, у којој живи 1025 становника. У месту служи као парох поп Георг Попеску, којем помаже капелан Александар Попеску. Матрукуле црквене су уведене 1790. године. Ради ту и народна основна школа са 12 ученика, којима предаје Димитрије Николић учитељ.

## Становништво
Према подацима из 2002. године у насељу је живело 2287 становника.

### Попис2002.
| Расподела становништва по националности 2002.‍ | Расподела становништва по националности 2002.‍ | Расподела становништва по националности 2002.‍ | Расподела становништва по националности 2002.‍ | Расподела становништва по националности 2002.‍ |
| --------------------------------------------- | --------------------------------------------- | --------------------------------------------- | --------------------------------------------- | --------------------------------------------- |
|                                               |                                               |                                               |                                               |                                               |
| Румуни                                        | Румуни                                        |                                               | 2.077                                         | 91,3%                                         |
| Мађари                                        | Мађари                                        |                                               | 151                                           | 6,6%                                          |
| Роми                                          | Роми                                          |                                               | 13                                            | 0,6%                                          |
| Немци                                         | Немци                                         |                                               | 33                                            | 1,5%                                          |